# Vladimír Valach
Vladimír Valach, né le 26 avril 1937 à Tekovské Nemce (région de Nitra en Slovaquie occidentale), mort le 5 mars 2006  à Bratislava, est un économiste, diplomate et écrivain slovaque qui a joué un grand rôle dans le développement des échanges franco-slovaques dans les domaines économique (notamment bancaire), politique et culturel.

## Biographie
Vladimír Valach a fait ses études à l'École supérieure d'économie de Prague de 1955 à 1960.
De 1968 à 1976 il est directeur de la filiale de la Československá obchodná banka (ČSOB) à Bratislava, puis son représentant à Paris (1976-1981). Il est ensuite directeur général adjoint de la banque centrale tchécoslovaque Štátná banka československa (ŠBČS), puis vice-gouverneur après la Révolution de velours pendant la période de changement de système économique. Il a la responsabilité de la mise en place d'une devise convertible, puis de la création après la séparation de la république tchèque et de la république slovaque de deux monnaies séparées.
Il est ensuite devenu président-directeur général de la filiale slovaque du Crédit lyonnais dont il est un des fondateurs et est un des animateurs de la Chambre de commerce franco-slovaque.
En 1997, il quitte le secteur bancaire pour devenir ambassadeur de Slovaquie à Paris, poste qu'il conserve jusqu’en 2002.
Il devient ensuite président de l'Association slovaque des banques et professeur de relations internationales à l'université d'économie de Bratislava, tout en écrivant articles et livres et siégeant au comité de rédaction de la revue Trend.
Il meurt en 2006 ; il avait moins de 69 ans.

## Publications
en économie
- Nové dimenzie rizík na zahraničných trhoch a devízová návratnosť (Les nouvelles dimensions du risque sur les marchés étrangers et les retours de devises), 1981
- Riziká na zahraničných trhoch a devízová návratnosť (Les risques sur les marchés étrangers et les retours de devises), 1986
- Medzinárodné hospodárske vzťahy v kapitalizme (Les relations économiques internationales dans le système capitaliste), 1986 (collectif)
- Adaptácia - kritérium úspešnosti ekonomiky (L'Adaptatibilité - un critère pour les succès économiques), Spektrum, 1990  (ISBN 978-80-218-0044-1)
- Medzinárodný platobný styk a menové vzťahy (Les paiements internationaux et les relations monétaires), Ekonóm, 1997 (collectif)  (ISBN 978-80-225-0845-2)
- 44 Years In Banking - The Transformation Process – The Political And Economic Environment Of Banks, BIATEC, Volume XIII, 6/2005[5]

sur la France
- (sk) Paris - Bratislava, ou Prečo mám rád Francúzsko?, Vydavateľstvo Sprint, 2002  (ISBN 978-80-89085-08-8)
- (fr) Paris - Bratislava, ou Pourquoi j'aime la France ? (traduit par Katarína Vassalová et Didier Rogasik), Vydavateľstvo Sprint, 2005  (ISBN 978-80-89085-50-7)

## Distinctions
- Chevalier de la Légion d'honneur[2]